# Martín Jaite
Martín Jaite (* 9. Oktober 1964 in Buenos Aires) ist ein ehemaliger argentinischer Tennisspieler.

## Karriere
Er gewann in seiner Laufbahn zwölf Einzeltitel, darunter zweimal den Mercedes-Cup in Stuttgart. Bei Grand-Slam-Turnieren kam der Sandplatzspezialist hingegen nicht über das Viertelfinale hinaus. Seine höchste Weltranglistenplatzierung war Position 10 im Jahr 1990.

## Erfolge
| Legende                |
| Grand Slam (0)         |
| Tennis Masters Cup (0) |
| ATP Masters Series (0) |
| ATP Grand Prix (13)    |

| Siege nach Belag |
| Sand (10)        |
| Hartplatz (2)    |
| Rasen (0)        |
| Teppich (1)      |

### Einzel

#### Turniersiege
| Nr. | Datum          | Turnier       | Belag     | Finalgegner    | Ergebnis                |
| --- | -------------- | ------------- | --------- | -------------- | ----------------------- |
| 1.  | Februar 1985   | Buenos Aires  | Sand      | Diego Pérez    | 6:4, 6:2                |
| 2.  | Juni 1986      | Bologna       | Sand      | Paolo Canè     | 6:2, 4:6, 6:4           |
| 3.  | September 1986 | Stuttgart (1) | Sand      | Jonas Svensson | 7:5, 6:2                |
| 4.  | September 1987 | Barcelona     | Sand      | Mats Wilander  | 7:6, 6:4, 4:6, 0:6, 6:4 |
| 5.  | September 1987 | Palermo       | Sand      | Karel Nováček  | 7:6, 6:7, 6:4           |
| 6.  | Juli 1989      | Stuttgart (2) | Sand      | Goran Prpić    | 6:3, 6:2                |
| 7.  | September 1989 | Madrid        | Sand      | Jordi Arrese   | 6:3, 6:2                |
| 8.  | November 1989  | São Paulo     | Teppich   | Javier Sánchez | 7:6, 6:3                |
| 9.  | November 1989  | Itaparica     | Hartplatz | Jay Berger     | 6:4, 6:4                |
| 10. | Februar 1990   | Guarujá       | Hartplatz | Luiz Mattar    | 3:6, 6:4, 6:3           |
| 11. | Juli 1990      | Gstaad        | Sand      | Sergi Bruguera | 6:3, 6:7, 6:2, 6:2      |
| 12. | April 1991     | Nizza         | Sand      | Goran Prpić    | 3:6, 7:6, 6:3           |

#### Finalteilnahmen
| Nr. | Datum      | Turnier        | Belag   | Finalgegner            | Ergebnis           |
| --- | ---------- | -------------- | ------- | ---------------------- | ------------------ |
| 1.  | Juli 1985  | Boston (1)     | Sand    | Mats Wilander          | 2:6, 4:6           |
| 2.  | Juli 1985  | Washington     | Sand    | Yannick Noah           | 4:6, 3:6           |
| 3.  | Juli 1986  | Boston (2)     | Sand    | Andrés Gómez           | 5:7, 4:6           |
| 4.  | Mai 1987   | Rom            | Sand    | Mats Wilander          | 3:6, 4:6, 4:6      |
| 5.  | April 1988 | Monte Carlo    | Sand    | Ivan Lendl             | 7:5, 4:6, 5:7, 3:6 |
| 6.  | April 1989 | Rio de Janeiro | Teppich | Luiz Mattar            | 4:6, 7:5, 4:6      |
| 7.  | Juli 1989  | Kitzbühel      | Sand    | Emilio Sánchez Vicario | 6:7, 1:6, 6:2, 2:6 |

### Doppel

#### Turniersiege
| Nr. | Datum        | Turnier      | Belag | Partner            | Finalgegner                    | Ergebnis |
| --- | ------------ | ------------ | ----- | ------------------ | ------------------------------ | -------- |
| 1.  | Februar 1985 | Buenos Aires | Sand  | Christian Miniussi | Eduardo Bengoechea Diego Pérez | 6:4, 6:3 |

#### Finalteilnahmen
| Nr. | Datum        | Turnier   | Belag | Partner      | Finalgegner             | Ergebnis |
| --- | ------------ | --------- | ----- | ------------ | ----------------------- | -------- |
| 1.  | Oktober 1984 | Barcelona | Sand  | Víctor Pecci | Pavel Složil Tomáš Šmíd | 2:6, 0:6 |